# Stahlnetz: Die blaue Mütze
Die blaue Mütze ist der 3. Kriminalfilm der Fernsehreihe Stahlnetz. Die deutsche Erstausstrahlung erfolgte am 16. Juni 1958 im Ersten Programm der ARD.

## Handlung
Zwei Jugendliche überfallen am frühen Morgen in Berlin-Neukölln den Seifenhändler Fischer. Fischer ruft lautstark um Hilfe, ein Passant wird aufmerksam. Die jungen Männer schlagen Fischer nieder und flüchten ohne Beute. Einer der beiden hat beim Überfall eine auffällige Mütze aus blauem Wachstuch verloren, einziger Anhaltspunkt für die Polizei, denn das Opfer hat keinen der Täter erkannt. 
Erfolglos stattet Kriminalobersekretär Wetzlar einer Reihe von Hut- und Mützengeschäften einen Besuch ab, doch niemand kennt diese Mütze oder hat sie in seinem Sortiment. Ein Großhändler vermutet, dass es sich um ein amerikanisches Fabrikat handeln könne. Wetzlar und sein Kollege Schmitt nehmen nun die umliegenden Bars und Lokale ins Visier, in denen hauptsächlich sogenannte Halbstarke verkehren. In einem Lokal, dem „Maxim“, wird Wetzlar fündig. Der Inhaber erinnert sich nicht nur, die Mütze schon einmal gesehen zu haben, der betreffende junge Mann, der sie vor einigen Tagen aufhatte, sitze sogar gerade bei ihm im Laden. Wetzlar verhört diesen Gast, Otto Ott, ein Mitglied einer Schleuderbrettgruppe, die gerade in Berlin gastiert. Ott erklärt, die Mütze am Vorabend der Tat von einem Freund, Helmut Matuschke, bekommen zu haben. Da dieser aber 5 D-Mark für die Mütze verlangt, er, Ott, aber kein Geld gehabt habe, habe er Matuschke die Mütze zurückgegeben. 
Bei seiner Vernehmung bestätigt Matuschke Otts Angaben, bestreitet aber, dass die am Tatort gefundene Mütze seine sei, denn sie passe ihm gar nicht. Wetzlar befragt Matuschkes Verlobte Helga. Von ihr erfährt er, dass Matuschkes Bruder eine identische Mütze besitzt. Sie erwähnt ferner den einzigen Freund Matuschkes, Paul Eberhard, der für die Tat in Frage kommen könne, doch dieser kann ein Alibi nachweisen. 
Wetzlar kommt dahinter, dass die zweite Mütze nur als Ablenkungsmanöver dienen sollte und die bei dem Überfall verlorengegangene Mütze doch Matuschke gehört. Dieser wird noch einmal vernommen und gesteht schließlich, die Tat gemeinsam mit Ott begangen zu haben.

## Sonstiges
Die Folge entstand nach Unterlagen der West-Berliner Polizei. Dort wurden auch die Außenaufnahmen gedreht. In einer Einstellung ist ein Lokal an der Ecke Briesestraße/Falkstraße zu sehen. 
Der Titel der Folge wird weder im Vor- noch im Abspann genannt. Paul Edwin Roth ist einer von zwei Off-Sprechern. Er wurde für seine Rolle als Kriminalobersekretär Wetzlar von der Hamburger Kriminalpolizei beraten.
Die Episode ist in einer 2013 erschienenen DVD-Box mit sämtlichen Stahlnetz-Folgen enthalten.